# 邦萨
邦萨（法語：Bansat，法語發音：[bɑ̃sa]）是法国多姆山省的一个市镇，属于伊苏瓦尔区。

## 地理
邦萨（45°29'3"N, 3°20'38"E）面积10.31 平方千米，位于法国奥弗涅-罗讷-阿尔卑斯大区多姆山省，该省份为法国中南部省份，北起阿列省接壤，东临卢瓦尔省，南至上盧瓦爾省和康塔爾省，西接科雷兹省和克勒兹省。
与邦萨接壤的市镇（或旧市镇、城区）包括：拉沙佩勒叙于松、拉蒙日、圣艾蒂安叙于松、圣让昂瓦勒、圣马丹德普兰、圣雷米德沙尔尼亚、勒韦尔内-沙梅阿讷。

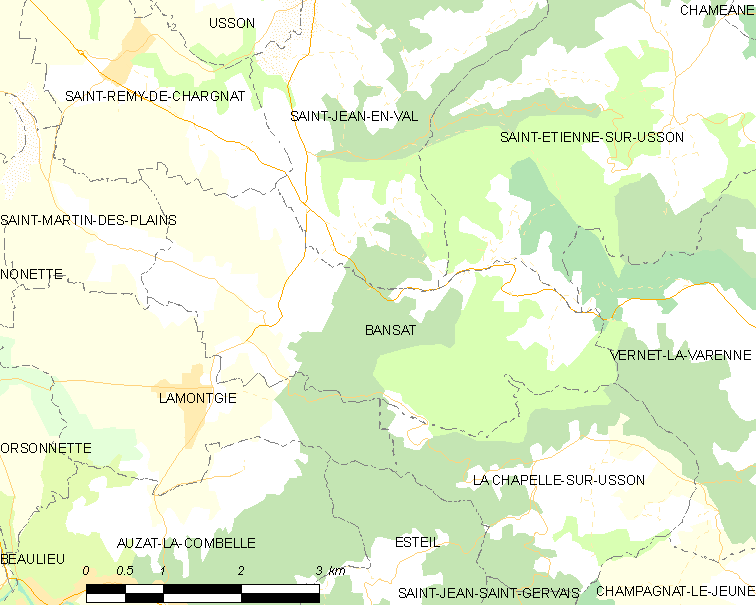
邦萨的OSM定位图

邦萨的时区为UTC+01:00、UTC+02:00（夏令时）。

## 行政
邦萨的邮政编码为63570，INSEE市镇编码为63029。

## 政治
邦萨所属的省级选区为布拉萨克莱米讷县。

## 人口

1962-2008年间邦萨人口变化图示

邦萨于2022年1月1日时的人口数量为263人。